# Shortie Like Mine
"Shortie Like Mine" é uma música de hip hop do rapper Bow Wow. Ela foi lançada como primeiro single do seu quinto álbum de estúdio, The Price of Fame (2006). A música tem a participação de Chris Brown e Johnta Austin.

## Paradas
A música estreou no número 80 na Billboard Hot 100 e chegou a posição #9. Ela também chegou a o número dois na Billboard Hot R&B/Hip-Hop Songs e número um na parada Billboard Hot Rap Tracks. Este é a terceira música de Bow Wow que chegou ao top dez no Hot 100.